# Murat Sabuncu
Murat Sabuncu (Estambul, Turquía, 1971) es un periodista turco. Es jefe de redacción del periódico Cumhuriyet.

## Biografía
Sabuncu inició su carrera en la revista Milliyet como columnista. Luego trabajó para Tempo y fue editor jefe de la revista Fortune Turkey. En agosto de 2014, pasó al periódico Cumhuriyet, del que fue nombrado jefe de redacción en septiembre de 2016, pues su anterior editor jefe, Can Dündar fue detenido y sentenciado a seis años de prisión.
Sabuncu es uno de los fundadores de P24, una organización periodística que promueve la libertad e independencia de la prensa turca.

#### Detención
El 31 de octubre de 2016, la policía turca arrestó a Sabuncu y a otras 12 personas de la editorial o gerencia de Cumhuriyet. Según el fiscal, los detenidos eran sospechosos de haber cometido crímenes en nombre de la guerrilla kurda y de la "organización terrorista gülenista ", a la que el primer ministro Erdoğan culpa del intento de golpe de Estado de julio de 2016. Pudo escuchar sus cargos tras cinco meses de detención y se aportaron 8 meses después de que diera comienzo la misma.
El juicio comenzó el 24 de julio de 2017. El mismo día, la seguridad del juzgado confiscó algunos de los documentos que Sabuncu debía utilizar en la audiencia. Además de Sabuncu, otros 16 periodistas de Cumhuriyet estaban acusados de apoyar y proteger a terroristas, participar en una " operación de percepción " con la intención de lanzar una " guerra asimétrica " contra Erdoğan.